# Tirschenreuth (huyện)
Tirschenreuth là một Kreis (huyện) ở đông bắc Bayern, Đức. Các huyện giáp ranh (từ phía nam theo chiều kim đồng hồ): Neustadt (Waldnaab), Bayreuth và Wunsiedel. Phía đông là các huyện Plzeň và Karlovy Vary của Cộng hòa Séc.
Huyện này nằm trên các đồi Fichtelgebirge. Các sông chính chảy qua đây gồm Waldnaab và Fichtelnaab.
Huyện được lập 1972 thông qua việc sáp nhập các huyện Tirschenreuth và Kemnath.

## Thị xã và đô thị
| Thị xã                                                                                          | Markt                                                                                          | Verwaltungsgemeinschaften                                     | các đô thị tự do |
| ----------------------------------------------------------------------------------------------- | ---------------------------------------------------------------------------------------------- | ------------------------------------------------------------- | --- |
| 1. Bärnau 2. Erbendorf 3. Kemnath¹ 4. Mitterteich¹ 5. Tirschenreuth 6. Waldershof 7. Waldsassen | 1. Falkenberg¹ 2. Fuchsmühl 3. Konnersreuth 4. Mähring 5. Neualbenreuth 6. Plößberg 7. Wiesau¹ | 1. Kemnath 2. Krummennaab 3. Mitterteich 4. Neusorg 5. Wiesau | 1. Brand 2. Ebnath 3. Friedenfels 4. Immenreuth 5. Kastl 6. Krummennaab 7. Kulmain 8. Leonberg 9. Neusorg 10. Pechbrunn 11. Pullenreuth 12. Reuth bei Erbendorf |
| ¹ administrated inside a Verwaltungsgemeinschaft                                                |                                                                                                |                                                               | |